# Tony Marshall (Schauspieler)
Anthony „Tony“ Marshall (* 14. Mai 1974 in Manchester, Lancashire, England) ist ein britischer Schauspieler.

## Leben
Marshall begann seine Karriere 1989 mit einer Gastrolle in der britischen Fernsehserie The Paradise Club. Er hatte in der Folge weitere Gastrollen und wiederkehrende Rollen in verschiedenen Serienformaten. Von 1993 bis 2021 spielte er die Rolle des Noel Garcia in der Arztserie Casualty. In Deutschland wurde er bekannt als Barkeeper Nelson in der Fernsehserie Life on Mars – Gefangen in den 70ern.

## Filmografie (Auswahl)
- 1988–1992: Only Fools and Horses
- 1989: The Paradise Club
- 1992: The Bill
- 1993: Casualty
- 1998: Die magische Münze (The Queen's Nose)
- 2003: Doctors
- 2003: My Family
- 2006: Life on Mars – Gefangen in den 70ern (Life on Mars)
- 2006: Holby City
- 2010 Ashes to Ashes – Zurück in die 80er (Ashes to Ashes)
- 2022: Hollyoaks
- 2023: Sister Boniface Mysteries